# 田中幸治
田中幸治（たなかこうじ、1964年10月4日 -）は、日本の実業家、元サッカー選手。

## 来歴
北九州市若松区出身。第1回ナショナルトレセン選手、羽中田昌や和田昌裕らと同期。長崎県立島原商業高等学校、順天堂大学体育学部を経て、1989年にコスタリカリーグのプンタレナスFCでプロとしてプレー。帰国後、フジタ工業（現：湘南ベルマーレ）に加入した後に引退。
引退後、株式会社Corpo belloを設立し代表取締役社長に就任。
リブラメンタルアカデミー（トータルヘルスカウンセラー養成校）にて中央労働災害防止協会が認定する心理相談員・ヘルスケア・トレーナーなどのTHP（トータルヘルスプロモーションプラン）指導者としての登録をサポートするアカデミーを開校している。また自身でもトータルヘルスカウンセラーとしてカウンセリングルームをおこなっている。
福岡の街を中心に街歩きのウォーキングをLOVEFMとコラボでおこなっては街自体の活性化や人々の健康について楽しく生活するというテーマをもって活動している。九州国際大学付属高等学校サッカー部コーチ・早稲田佐賀中学校サッカー部コーチ歴任。

## 所属クラブ
- 長崎県立島原商業高等学校
- 順天堂大学
- プンタレナスFC（コスタリカ）
- フジタ工業